# Drammenselva
Drammenselva, även Dramselva, är en älv i södra Norge. Den rinner från insjön Tyrifjorden till havsviken Drammensfjorden, en del av Oslofjorden. På sin väg mot havet passerar den en rad strömmar och forsar. De största är Vikerfoss, Geithusfoss, Kattfoss, Gravfoss, Embretsfoss, Døvikfoss och Hellefoss. Flera bäckar och älvar rinner till Drammenselva, de största är Snarumselva, Simoa, Bingselva, Hoenselva, Vestfosselva och Loselva. 
Tillsammans med de norr om Tyrifjorden belägna älvarna Begna (som rinner upp i Jotunheimen) och Storelva (som bildas där Begna, i sitt nedre lopp även kallad Ådalselva, flyter samman med Randselva), bildar Drammenselva Norges sjätte längsta älvflöde med en längd av 301 kilometer.
Älven delar staden Drammen i två delar. På grund av Drammenselvas viktiga betydelser för  staden kallas den för "Elvebyen" (flodstaden).

## Laxfiske
Drammenselva är en bra laxälv. Den största laxen som fångats i älven vägde 34 kilo.
Drammenselva nämns som laxälv i skriftliga källor redan 1163. 1309 fick påven döma i en strid om rättigheterna till lax vid Døvikfoss. Det finns laxtrappor vid Hellefoss, Døvikfoss och Embretsfoss